# 松岡理恵
松岡 理恵（まつおか りえ、1977年3月9日 - ）は、兵庫県津名郡五色町（現洲本市五色町）出身の日本の元女子マラソン選手。身長150cm、体重40kg。

## 略歴
- 1995年3月兵庫県立洲本実業高等学校卒業。いつも苦しそうな表情で走りながら好記録を出し、他の選手を落胆させるほどの強さを見せた。
- 高校卒業後の同1995年4月、天満屋女子陸上競技部に入部。1996年8月にシドニーで開催された世界ジュニア陸上選手権の5000mで第6位に入る(15分58秒96)。
- 天満屋女子陸上競技部では、先輩の山口衛里・松尾和美、後輩の坂本直子らと共に、駅伝競走においても主力メンバーとして活躍。
- 1998年12月の山陽女子ロードレース大会のハーフマラソンで優勝(1時間10分08秒)。
- 初マラソンだった2000年8月の北海道マラソンでは、第2位（2時間35分10秒）に入り好スタートを切った（優勝は市河麻由美）。
- 2001年1月の大阪国際女子マラソンでは第3位（2時間27分50秒、優勝は渋井陽子）、同年8月にエドモントンで開催された世界選手権女子マラソン代表の補欠代表となる。その後、本番レースの数日前に岡本幸子（OKI陸上競技部所属、2003年3月28日をもって現役引退）の辞退により、急遽松岡が繰り上げ出場となった。しかし世界選手権では準備不足もあって、メダル・入賞争いには殆ど絡めないまま、2時間34分45秒の第22位に終わる（優勝はリディア・シモン、2位土佐礼子）。
- 2002年4月のパリマラソンでは、自己ベストタイムとなる2時間24分33秒を出し、第3位に入る健闘を見せる（優勝はマルリーン・レンダース）。
- 同年11月の東京国際女子マラソンでは、レース終盤まで優勝を争い、2時間25分02秒を出したが惜しくも第2位となった（優勝はバヌーシア・ムラシャニ）。この成績により、翌2003年8月にパリで開催される世界選手権女子マラソン代表に、即内定で選ばれた。
- しかし、2003年1月に左足を痛め、その後何度も左足の故障に苦しみ、思うようなレースができなくなる。同年2月の横浜国際女子駅伝では故障を押して日本チームのメンバーとして出場（5区）するも、5区のランナーにたすきが渡った時点で先頭の日本と1分07秒差の2位のロシアと同じく1分43秒差の3位のエチオピアに抜かれてしまう大失態を演じ、最終的にロシア、エチオピアに続く第3位に終わってしまう。確実とみられていた優勝を逃したことで、故障で調子を落としている松岡を出場させたことに、外部からは批判の声が上がった。松岡は「私が疫病神になってしまい、みんなに迷惑をかけて本当に申し訳なく思います」と泣きながら謝罪。引退後に当時のことについて、松岡は「批判の声を恐れて、しばらくの間陸上を続けることが怖くなった」と話している。
- 同年8月のパリ世界選手権の女子マラソンに、左足の故障が回復しないまま強行出場するも、結局途中棄権に終わる（優勝はキャサリン・ヌデレバ、2位野口みずき、3位千葉真子）。その後、翌2004年8月開催のアテネオリンピックの国内選考レース（東京・大阪・名古屋）にもエントリーしないまま、五輪出場を断念する。
- 2005年8月の北海道マラソンで約2年ぶりにマラソンに復帰、2時間34分36秒の第4位に入る（優勝は千葉真子）。
- 同年11月の東京国際女子マラソンで2時間32分14秒の第7位（優勝は高橋尚子）。復活の兆しを感じさせたレースだったが、翌2006年に天満屋女子陸上競技部を退部。結果的にこの大会が、松岡自身の現役最後のレースとなった。

## 自己ベスト
- 5000m 15分30秒70
- 10000m 31分52秒50
- マラソン 2時間24分33秒